# A Mind Forever Voyaging
A Mind Forever Voyaging est un jeu vidéo de fiction interactive développé et édité par Infocom, sorti en 1985 sur Amiga, Apple II, Atari ST, Commodore 128, DOS et Mac OS. Le jeu s'est vendu à plus de 30 000 exemplaires entre 1985 et 1988.

## Accueil
Le jeu est l'une des entrées de l'ouvrage Les 1001 jeux vidéo auxquels il faut avoir joué dans sa vie.